# 陳以禮
陳以禮（？年—？年），號子讓，浙江仁和縣人，清朝政治人物。

## 生平
由監生加捐通判分發四川試用，同治九年五月署四川順慶府岳池縣知縣。